# ليو يوهاو
ليو يوهاو (بالصينية: 刘宇豪) هو لاعب كرة قدم صيني في مركز الهجوم، ولد في 14 مايو 1994 في لياونينغ في الصين. لعب مع مافرا.